# Plagideicta nubes
Plagideicta nubes là một loài bướm đêm trong họ Noctuidae.